# Elecciones de México de 2018
Las elecciones de México de 2018 son el conjunto de elecciones coordinadas por el Instituto Nacional Electoral (INE) y los Organismos Públicos Locales de Elecciones (OPLE) para renovar los cargos de elección popular en los poderes Ejecutivo y Legislativo de la Federación, así como diversos cargos en 30 entidades federativas de ese país en el año 2018. Es la elección más grande que se haya realizado en la historia posrevolucionaria del país.
Morena ganó la presidencia de la república, así como la mayoría de los asientos en el Congreso de la Unión, las gubernaturas, los congresos locales y las alcaldías.
Se eligieron los siguientes cargos de elección popular:
- Presidente de la República. Jefe de Estado y de Gobierno de México, electo por única ocasión para un periodo de cinco años y diez meses sin posibilidad de reelección.[1]
- 128 senadores. Miembros de la cámara alta del Congreso de la Unión. 96 elegidos en elecciones por estado, es decir, tres senadores electos de manera directa por cada estado de la República (dos por mayoría relativa y uno por el principio de primera minoría) y 32 electos por representación proporcional a partir de una lista nacional por partido. Todos ellos por un periodo de seis años a partir del 1 de septiembre de 2018 con posibilidad de reelección por un periodo adicional.
- 500 diputados federales. Miembros de la cámara baja del Congreso de la Unión. 300 elegidos por mayoría simple y 200 mediante el principio de representación proporcional a partir de cinco listas regionales por partido. Todos ellos electos para un periodo de tres años a partir del 1 de septiembre de 2018 con la posibilidad de reelección por hasta tres periodos adicionales. Ningún partido podrá tener más de 300 diputados en la cámara baja.
- 8 gobernadores. Titulares del poder ejecutivo de sus respectivas entidades. Electos para un periodo de seis años, no reelegibles en ningún caso.
- 1 Jefe de Gobierno. Titular del poder ejecutivo de la Ciudad de México, con funciones intermedias entre un Presidente municipal y el Gobernador de un Estado, electo para un periodo de cinco años y diez meses no reelegibles en ningún caso.
- 972 diputados locales. Miembros de los congresos unicamerales de las treinta y dos entidades del país. Su número varía en cada entidad por motivos poblacionales y el método de elección directa o indirecta también varía en cada uno. Electos para un periodo de tres años, reelegibles por periodos diferentes según cada entidad.
- 1 599 ayuntamientos. Cabildos de los municipios en los que conforman los estados. Integrado por un presidente municipal, uno o dos síndicos y regidores. Electos para un periodo de tres años, reelegibles hasta por un periodo inmediato.
- 16 alcaldías. Cabildos las demarcaciones territoriales de la Ciudad de México. Integrado por un alcalde, uno o dos síndicos y regidores. Electos para un periodo de tres años, reelegibles hasta por un periodo inmediato.

Adicionalmente, hubo elecciones extraordinarias para los siguientes cargos:
- 16 ayuntamientos. Cabildos de los municipios en los que conforman los estados. Integrado por un presidente municipal, uno o dos síndicos y regidores. Electos para finalizar un periodo de tres años, reelegibles hasta por un periodo inmediato.

## Elecciones federales
La elección federal de 2018 para elegir Presidente de la República y renovar la totalidad del Congreso de la Unión es organizada en su totalidad por el Instituto Nacional Electoral de México.

### Elección presidencial

AMLO gana la presidencia en 31 de las 32 entidades federativas

El 1 de julio de 2018, México elige al sucesor del presidente Enrique Peña Nieto del Partido Revolucionario Institucional, que se convierte en el 65º Presidente de la República. El presidente es electo democráticamente por la mayoría simple de los votos de los electores del país que acuda a las urnas el día de la jornada electoral. Fue la primera elección en la historia moderna del país en que no solo participan los partidos políticos co registro nacional sino que también participan oficialmente candidatos independientes o sin partido después de cumplir los requisitos estipulados por la autoridad electoral. 
Participaron como candidatos el candidato oficial del partido en el gobierno José Antonio Meade Kuribreña representando a la coalición Todos por México formada por los partidos Revolucionario Institucional, Verde y Nueva Alianza; el opositor Ricardo Anaya Cortés por la coalición Por México al Frente de los partidos Acción Nacional, de la Revolución Democrática y Movimiento Ciudadano; el dos veces excandidato presidencial Andrés Manuel López Obrador por la coalición Juntos Haremos Historia formada por los partidos del Trabajo, Encuentro Social y Morena; el independiente Jaime Rodríguez Calderón; y la ex primera dama Margarita Zavala quien después de perder la nominación panista logra la candidatura independiente, aunque previo a la elección renuncia a su participación como candidata. Andrés Manuel López Obrador gana la elección y se convierte en el presidente electo con el mayor número de votos en la historia y en el candidato con mayor ventaja porcentual desde la elección presidencial de 1982. El gobierno de López Obrador inicia el 1 de diciembre de 2018 para culminar el 30 de septiembre de 2024.

### Elecciones al Senado

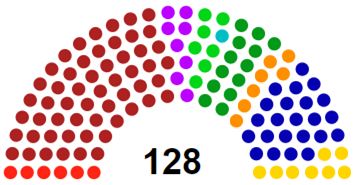
Composición del Senado de la República tras las elecciones federales de 2018

El 1 de julio de 2018, los mexicanos también eligen a los integrantes del Senado que se integra por 128 legisladores que son renovados cada seis años. El país se divide en 32 entidades federativas que se agrupan posteriormente en cinco circunscripciones electorales. Cada una de dichas entidades federativas envía tres representantes: dos de la fórmula que haya obtenido el primer lugar de votación y uno que es quien encabece la fórmula que haya obtenido el segundo lugar; los 32 restantes son electos por principio de representación proporcional y el sistema de listas de circunscripción. Los 128 senadores electos forman parte de las legislaturas LXIV y LXV. Los senadores electos en este año tendrán la posibilidad de buscar la reelección para su cargo en el 2024, es la primera vez que esto se permite desde el inicio de la historia posrevolucionaria.
Después de esta elección la mayoría del Senado pasó a ser del Movimiento Regeneración Nacional que en la anterior legislatura de dominio priista no tenía representación al no existir como partido político nacional al momento de la elección.

### Elecciones a la Cámara de Diputados

Composición de la Cámara de Diputados tras las elecciones federales de 2018

El 1 de julio de 2018, los mexicanos también eligen a los integrantes de la Cámara de Diputados que se integra por 500 legisladores que son renovados cada tres años. El país se divide en 300 distritos electorales federales que se agrupa posteriormente en cinco circunscripciones electorales. Cada uno de dichos distritos elige a un representante, mientras que los 200 restantes son electos por principio de representación proporcional y el sistema de listas de circunscripción. Los 500 diputados electos forman parte de la LXIV Legislatura del Congreso de la Unión de México. Los diputados federales electos en este año tendrán la posibilidad de buscar la reelección para su cargo en el 2021, es la primera vez que esto se permite desde el inicio de la historia posrevolucionaria.
Después de esta elección la mayoría de la Cámara pasó a ser del Movimiento Regeneración Nacional que en la anterior legislatura de dominio priista era la cuarta fuerza política del congreso.

## Elecciones locales

Entidades con elecciones locales en 2018

El 1 de julio de 2018, 30 de las 32 entidades federativas tuvieron elección a alguno de sus poderes estatales o municipales. Las elecciones son organizadas por los Organismos Públicos Locales de Elecciones de cada entidad.

### Elecciones a gobernador y jefe de gobierno
En nueve entidades federativas hubo elecciones del titular del Poder Ejecutivo Local. Del total de los nueve gobernantes a renovar, Morena obtiene cinco, el PAN gana tres, y MC se queda con uno.
Ocho entidades de la República eligieron gobernadores: 
- Chiapas
- Guanajuato
- Jalisco
- Morelos
- Puebla
- Tabasco
- Veracruz de Ignacio de la Llave
- Yucatán

Mientras que se eligió Jefe de Gobierno en:
- Ciudad de México

### Elecciones a congresos locales
En veintisiete de las treinta y dos entidades federativas renovaron su congreso local. En 19 congresos locales el partido Morena obtuvo la mayoría, mientras que el PAN lo logró en cinco, el PRI en dos y MC en uno. Esta es la primera elección en la que se permitió que los diputados buscaran la reelección a su cargo, por lo que aquellos que hayan sido electos en el 2015 pudieron participar nuevamente en esta elección. Las entidades con este tipo de elección fueron:
- Aguascalientes
- Baja California Sur
- Campeche
- Chiapas
- Chihuahua
- Ciudad de México
- Colima
- Durango
- Guanajuato
- Guerrero
- Hidalgo
- Jalisco
- Estado de México
- Michoacán
- Morelos
- Nuevo León
- Oaxaca
- Puebla
- Querétaro
- San Luis Potosí
- Sinaloa
- Sonora
- Tabasco
- Tlaxcala
- Veracruz de Ignacio de la Llave
- Yucatán
- Zacatecas

### Elecciones municipales
En veiticinco de las treinta y dos entidades federativas renovaron sus gobierno municipales o alcaldías. Esta es la primera elección en la que se permitió que los alcaldes buscaran la reelección a su cargo, por lo que aquellos que hayan sido electos en el 2015 pudieron participar nuevamente en esta elección. Las entidades con este tipo de elección fueron:
- Baja California Sur
- Campeche
- Chiapas
- Chihuahua
- Ciudad de México
- Coahuila
- Colima
- Guanajuato
- Guerrero
- Jalisco
- Estado de México
- Michoacán
- Morelos
- Nuevo León
- Oaxaca
- Puebla
- Querétaro
- Quintana Roo
- San Luis Potosí
- Sinaloa
- Sonora
- Tabasco
- Tamaulipas
- Yucatán
- Zacatecas

## Elecciones extraordinarias
Los siguientes estados tuvieron elecciones extraordinarias: 
- Chiapas: 10 ayuntamientos
- Nuevo León: 1 ayuntamiento
- Oaxaca: 2 ayuntamientos
- Veracruz: 3 ayuntamientos

### Elecciones municipales en Veracruz
El 4 de junio de 2017 se realizaron las elecciones municipales para renovar los 212 ayuntamientos del estado, sin embargo tres de ellas fueron anuladas por el Tribunal Electoral del Poder Judicial de la Federación: Camarón de Tejeda, Emiliano Zapata y Sayula de Alemán. En el caso de Camarón de Tejeda y Sayula de Alemán el motivo de anulación fue el rebase de los topes de campaña de los candidatos ganadores y en el de Emiliano Zapata por violación de los principios de equidad y certeza. La elección extraordinaria en los tres municipios se llevó a cabo el 18 de marzo de 2018.
En Camarón de Tejeda, la votación dio por ganador a la coalición "Veracruz, el cambio sigue" del Partido Acción Nacional y Partido de la Revolución Democrática que había obtenido el segundo lugar en la elección de 2017. La elección anterior la había ganado el candidato de Movimiento Ciudadano quien no presentó candidato para este nuevo proceso.
En Emiliano Zapata el ganador fue el Movimiento de Regeneración Nacional que también había ganado el proceso anulado de 2017. Mientras que en Sayula de Alemán el ganador fue el candidato de la coalición "Veracruz, el cambio sigue" del PAN y del PRD que en la elección previa había obtenido el segundo lugar. El ganador del proceso anulado 2017 que era de la coalición "Por un Veracruz Mejor" del Partido Revolucionario Institucional y del Partido Verde Ecologista de México obtuvo en esta nueva elección el segundo lugar.

### Elecciones municipales en Chiapas
El 1 de julio de 2018 se realizaron las elecciones municipales de los 124 ayuntamientos del estado, sin embargo diez de ellas fueron anuladas por el Tribunal Electoral del Poder Judicial de la Federación debido a casos de violencia generalizada: Bejucal de Ocampo, Catazajá, Chicoasén, El Porvenir, Montecristo de Guerrero, Rincón Chamula, San Andrés Duraznal, Santiago el Pinar, Solosuchiapa y Tapilula. La elección extraordinaria se llevó a cabo el 25 de noviembre de 2018. De los diez municipios, Morena ganó cinco, dos el partido Chiapas Unido, uno el partido Mover a Chiapas, uno el Partido del Trabajo y uno el Partido Verde Ecologista de México.

### Elección municipal en Nuevo León
El 1 de julio de 2018 se realizaron las elecciones municipales de los 51 ayuntamientos de Nuevo León, sin embargo el Tribunal Electoral del Poder Judicial de la Federación anuló la elección a Presidente Municipal de Monterrey, capital del estado, debido a la falta de certidumbre en el ganador de la elección. La elección extraordinaria se llevó a cabo el 23 de diciembre de 2018.
El ganador del proceso electoral fue el Alcalde Adrián de la Garza del Partido Revolucionario Institucional quien logró la reelección, convirtiéndose así en el primer Alcalde en la historia de la ciudad en ser electo de forma democrática para un segundo periodo posterior inmediato.